# متحف قرية آل عليان الأثرية
متحف قرية آل عليان الأثرية أحد متاحف منطقة عسير جنوب المملكة العربية السعودية، يقع المتخف في محافظة النماص، أسس المتحف صالح محمد صالح آل عليان العمري.

## أجزاء المتحف
يتكون متحف قرية آل عليان من مبنى به ثلاثة أدوار خصص الدور الأول للزراعة والمواد والأدوات المتعلقة بحرفة الزراعة وخصص الدور الثاني للملابس والحلي وما يتعلق بالنساء وملابسهن وزينتهن وغير ذلك وخصص الدور الثالث لأدوات وأواني الطبخ والمأكل والمشرب وكذلك أواني القهوة وما يتعلق بإعدادها، ويضم المتحف أيضاً مجموعة من أدوات الحرب كالسيوف والخناجر والبنادق وغيرها كما يضم بعض المخطوطات والكتب القديمة.